# Sericomyrmex radioheadi
Sericomyrmex radioheadi — вид мурах підродини Мирміцини (Myrmicinae).

## Назва
Вид описаний у 2017 році Аною Єшовник (Ana Ješovnik) та Тедом Шульцем (Ted R. Schultz). Видова назва S. radioheadi дана на честь британського рок-гурту Radiohead.

## Поширення
Ендемік Венесуели. Поширений в басейні Амазонки.

## Опис
Дрібні мурашки жовтуватого кольору. Довжина голови робочих (HL) в межах 1,00-1,08 мм, ширина голови робочих (HW) - 1,00-1,08 мм. Скапус вусиків довгий, у робочих SI (співвідношення довжин скапус і голови) = 75-82. Мандибули з 7-8 зубцями на жувальному краї, зверху гладкі. Вусики складаються з 11 члеників, без явної булави. Очі середнього розміру, опуклі, з 9-12 омматидіями по найбільшому діаметру. Тіло вкрите численними волосками. Пронотум і мезонотум з виступами-туберкулами. Стеблинка між грудкою і черевцем складається з двох члеників: петіолюса і постпетіолюса (останній чітко відділений від черевця), жало розвинене. Петіоль з двома дорзальними зубчиками. Статеві особини (самиці і самці) невідомі. Імовірно, як і інші види свого роду, вирощують гриби у своїх земляних мурашниках.